# Vlatko Lozanoski
Vlatko Lozanoski - Lozano (en macedonio: Влатко Лозаноски - Лозано) es un cantante macedonio. Representó a la entonces denominada Antigua República Yugoslava de Macedonia en el Festival de Eurovisión 2013 junto con Esma Redžepova, aunque no pasaron a la final.

## Carrera
Su primera aparición pública se produjo en el talent show Mak Dzvezdi (septiembre de 2007 - mayo de 2008). Un mes después, ganó el Gran Premio en el primer Festival de Radio de Macedonia llamado Noche de Estrellas (en macedonio: Ѕвездена Ноќ).
Cantó la canción "Vrati Me" que fue también su primer sencillo. Su segundo sencillo fue "Obicen Bez Tebe". En octubre de 2008, con su tercer sencillo "Vremeto Da Zastane", Lozano recibió el premio del jurado al Mejor Debut en el MakFest, el festival más prestigioso de la República de Macedonia. Dos días después, en la noche de la final del MakFest, recibió el Gran Premio por parte del público. "Sonce Ne Me Gree" fue su siguiente sencillo. En febrero de 2009, participó en la selección nacional para el Festival de Eurovisión 2009 con su quinto sencillo "Blisku Do Mene", quedando en cuarto lugar. En junio de 2009 Lozano participó en el festival Pjesme Mediterana en Budva, Montenegro. En julio del mismo año participó en el festival
Slavjanski Bazar en Vitebsk, Bielorrusia donde obtuvo el segundo puesto. Asimismo en 2009, en el festival Golden Wings en Moldavia Lozano interpretó "I'm Your Angel" con Magdalena Cvetkoska y quedaron segundos. Lozano recibió también el premio a la Mejor Voz Masculina. Su primer álbum "Lozano" se publicó a principios de 2010. En febrero de 2010 volvió a participar en la selección nacional para el Festival de Eurovisión 2010, donde fue cuarto de nuevo.

### Festival de Eurovisión 2013
El 28 de diciembre de 2012, Makedonska Radio Televizija (MRT) anunció que un dúo formado por Esma Redžepova y Lozano representarían a la República de Macedonia en el Festival de la Canción de Eurovisión 2013 que se celebrará en Malmö, Suecia, aunque no pasaron a la final.